# جيسي كارلتون
جيسي كارلتون (بالإنجليزية: Jesse Carleton)‏ هو لاعب غولف أمريكي، ولد في 20 أغسطس 1862 في كمبرلاند في الولايات المتحدة، وتوفي في 6 ديسمبر 1921 في سانت لويس في الولايات المتحدة.

## وصلات خارجية
- جيسي كارلتون على موقع أوليمبيديا (الإنجليزية)